# Chur–Rorschach-vasútvonal
A Chur–Rorschach-vasútvonal egy normál nyomtávolságú, 15 kV 16,7 Hz-cel villamosított, 79,5 km hosszúságú kétvágányú vasútvonal Chur és Rorschach között Svájcban.

## Története

### 19. század

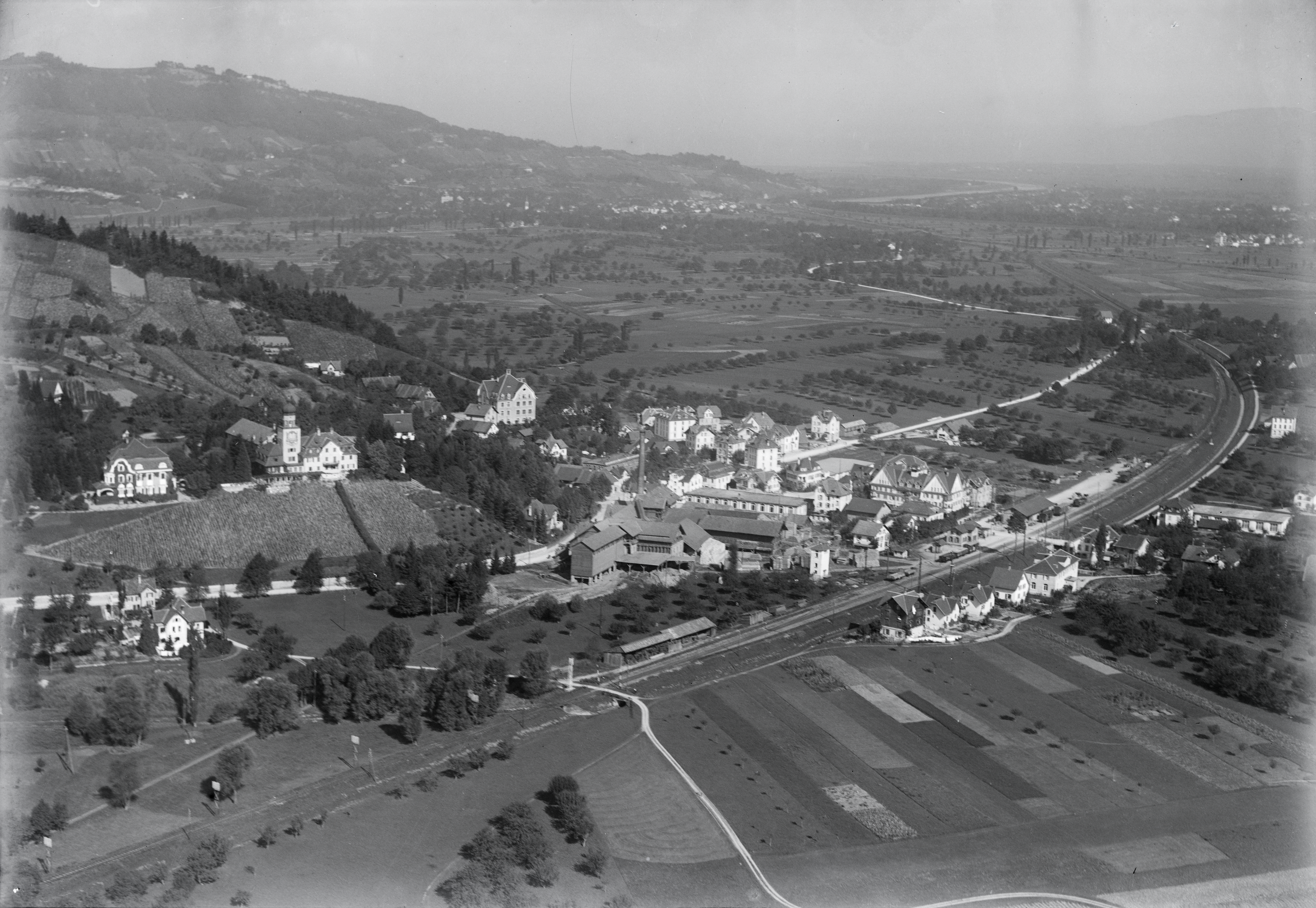
1923-as fénykép az állomással (jobbra) és a Heerbrugg-palotával (balra)

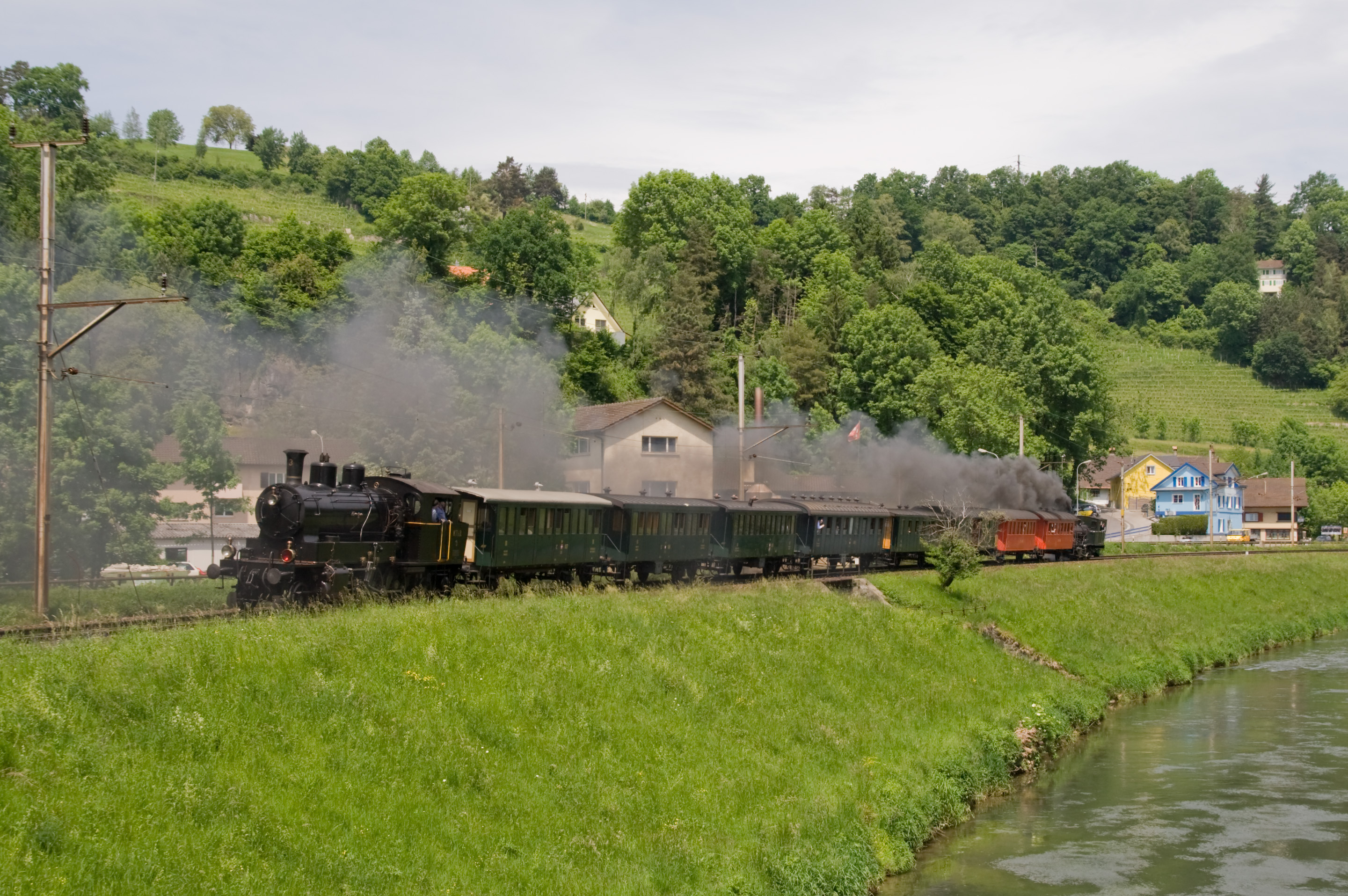
Gőzmozdonyos különvonat a rajnai vonal 150. évfordulóján EC 3/5 és az E 3/3 mozdonyokkal Au és St. Margrethen között

A Rajna-völgyi vonal építését a Délkeleti Vasút (Schweizerische Südostbahn) kezdte meg, amely a Lukmanier-hágón keresztül akart vasutat építeni. Az első munkálatok, amelyeket angol vállalkozók végeztek, nem voltak kielégítőek. Pénzhiány miatt a Délkeleti Vasúttársaságot az építkezés alatt az Egyesült Svájci Vasutak (Vereinigte Schweizerbahnen, VSB) vette át, amely megszakítás nélkül folytatta a munkát.
A VSB 1857. augusztus 25-én nyitotta meg a Rorschach és Rheineck közötti szakaszt, 1858. július 1-jén pedig a Rheineck és Chur közötti szakaszt. Sargans állomást a Ziegelbrücke-Sargans vasútvonal Murgig tartó szakaszával együtt 1859. február 15-én nyitották meg a szétágazó vonalak közötti állomásépülettel, mint csomóponti állomást. Ugyanebben az évben a VSB átvette a Ziegelbrückén és Rapperswilen keresztül Zürichbe vezető vonal folyamatos üzemeltetését. Azóta a Sargans és Chur közötti szakasz Zürich és St. Gallen forgalmát is kiszolgálja.
A Rajna-völgyi vonal jövedelmező bekötőútvonallá vált volna, ha megépült volna egy keleti alpesi vasúti átkelő.

### 20. század
A VSB-t 1902. július 1-jén 269 kilométeres útvonalhosszal államosították, és útvonalai azóta a Svájci Szövetségi Vasutakhoz (SBB) tartoznak.

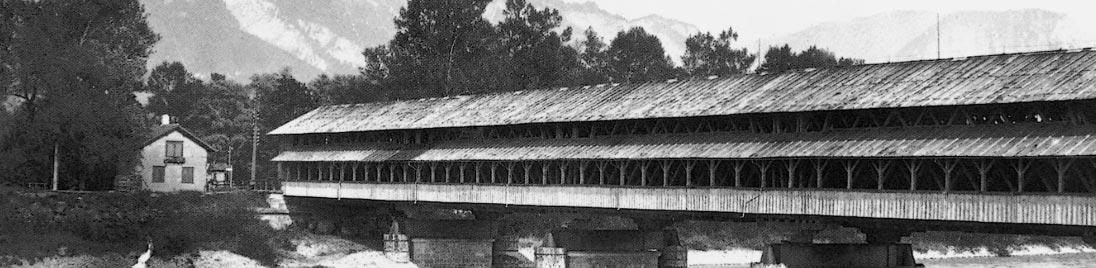
Fából készült Rajna-híd Ragaznál

A Maienfeld és Bad Ragaz közötti vasútvonal 1928-ig fedett fahíddal kelt át a Rajnán, ez volt az utolsó ilyen jellegű híd a svájci vasúthálózaton.
A Sargans-Buchs vonalat 1927. december 15-én 15 kV 16⅔ Hz-en villamosították az SBB folyamatban lévő villamosítási programjának részeként. Körülbelül hat hónappal később, 1928. május 11-én a Sargans-Chur szakaszon megkezdődött a villamos üzem. A St. Margrethen és Rorschach közötti szakaszt 1934. május 15-én, a Buchs és St. Margrethen közötti utolsó szakaszt pedig 1934. szeptember 21-én villamosították.
Egy második vágányt 1920. december 1-jén helyeztek üzembe St. Margrethen és Rheineck között. A Staad-Rorschach szakaszt 1930. május 15-én, a Rheineck-Staad szakaszt pedig 1930. augusztus 12-én kettőzték meg. A Sargans és Bad Ragaz közötti vonalon 1957. december 20-tól épült ki a második vágány. A Landquart és Chur közötti vonal 1970. december 15. és 1973. április 10. között, a Weite-Wartau és Trübbach közötti vonal 1982. szeptember 17-én kapta meg a második vágányt.
Sargans és Trübbach között egy új, 5,3 kilométer hosszú elkerülő vágány nyílt meg 1983. május 29-én az új jelzőrendszer részleges üzembe helyezésével együtt Sargans állomáson. Ez az összekötő vágány a teherforgalom számára készült, és lehetővé teszi, hogy a vonatok ne forduljanak vissza Sargansban. Ugyanakkor a St. Gallen-i S-Bahn 4-es vonalának járatai, a Transalpin és később a Railjet járatai is használják.
A Rossriet-Landquart szakaszokat 1993. június 6-án, a Bad Ragaz-Rossriet szakaszokat pedig 1994. november 8-án építették át kétvágányúvá. Azóta befejeződött a Sargans és Chur közötti vonal megkettőzése is. A St. Margrethen és Buchs közötti vonal továbbra is egyvágányú.

### 21. század

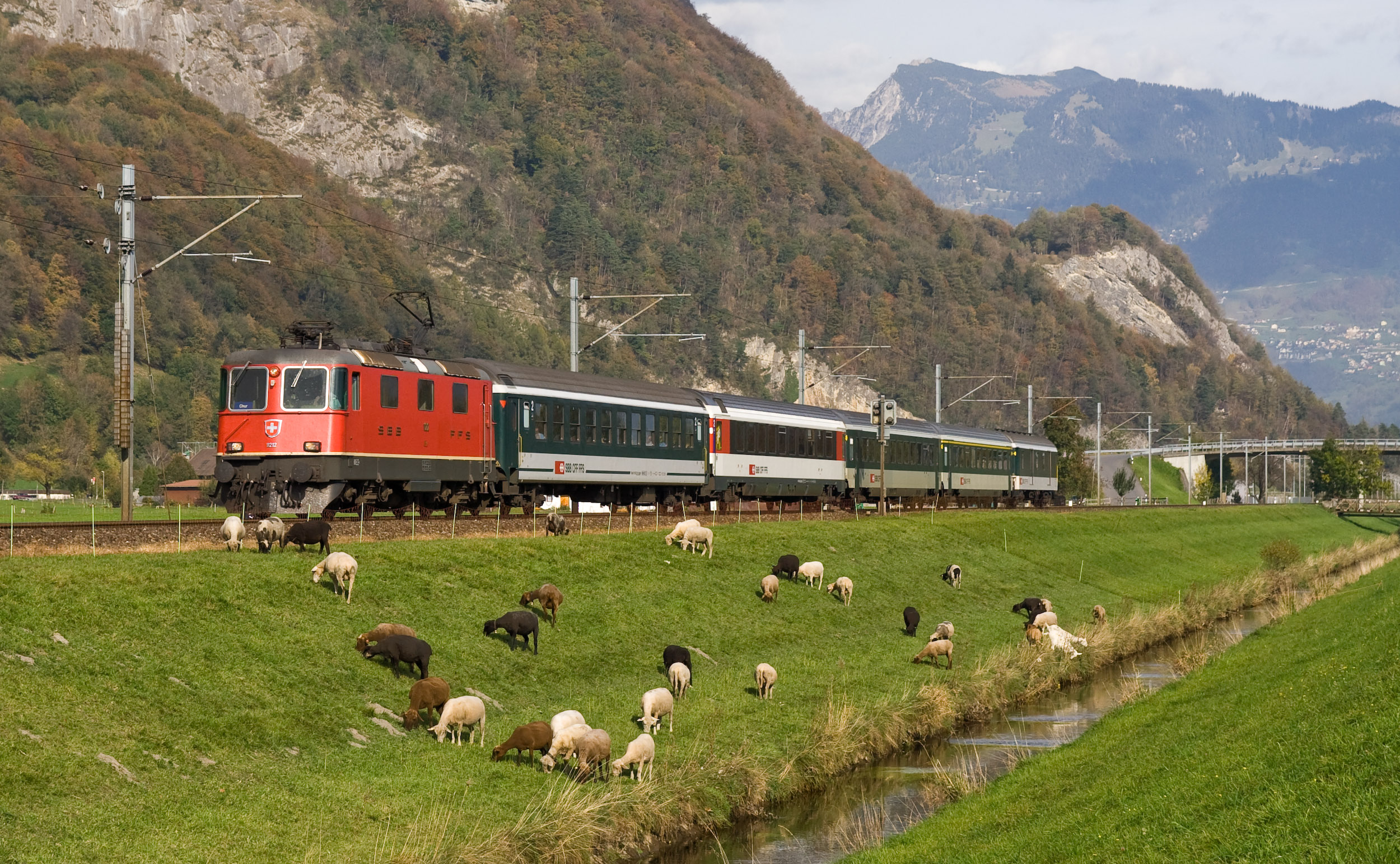
Rheintal-expressz Trübbach és Sargans között

A 2013-as menetrendváltáskor az InterRegio és a regionális járatok kínálatát átfogóan kibővítették, és a St. Gallen S-Bahn vonalait teljesen átrendezték. Azóta a St Gallen és Sargans csomópontok képezik az S-Bahn menetrendjének alapját, amely gyakorlatilag minden vonalon félórás járatokat kínál, a központi területen pedig extra betétjáratokat. Az új menetrend lehetővé tételéhez infrastrukturális fejlesztésekre volt szükség. A Rheintal-Express (REX) menetidejét tíz perccel, alig egy órára rövidítették, hogy Sargansban és Churban jobb csatlakozásokat lehessen kínálni. Ehhez szükség volt a Rheintal-Express gyorsítására, a szakaszon a haladási sebesség 160 km/h-ra történő növelésére és a közbenső megállók elhagyására. A St. Gallen St. Fiden megállóhely mellett Rheineck és Bad Ragaz megállóhelyek is vannak. Három állomást zártak be Buchs SG és Sargans között: Räfis-Burgerau, Weite és Trübbach.